# Micranthes pallida
Micranthes pallida är en stenbräckeväxtart som först beskrevs av Nathaniel Wallich och Nicolas Charles Seringe, och fick sitt nu gällande namn av A.S.Losina- Losinskaja. Micranthes pallida ingår i släktet rosettbräckor, och familjen stenbräckeväxter. Inga underarter finns listade i Catalogue of Life.